# 이성구 (1942년)
이성구(李聲九, 1942년 3월 17일~ )는 대한민국의 기업인, 언론인이자 전직 서울특별시의원, 서울특별시의회 의장, 제17대 국회의원을 지낸 정치인이다.

## 학력
- 공산국민학교 졸업
- 경북중학교 졸업
- 경북대학교 사범대학 부설고등학교 졸업
- 서울대학교 경제학과 학사

## 경력
- 동방포루마 회장
- 국민교육신문 경제담당 논설위원
- 서울시의회 재무경제위원회 위원장
- 서울시 공직자윤리위원회 부위원장
- 1995.07 ~ 1998.06 제4대 서울특별시의회 의원
- 1995.07 ~ 1997.01 제4대 서울특별시의회 부의장
- 1998.07 ~ 2002.06 제5대 서울특별시의회 의원
- 1998.07 ~ 1999.11 제5대 서울특별시의회 부의장
- 2002.07 ~ 2004.02 제6대 서울특별시의회 의원
- 2002.07 ~ 2004.02 제6대 서울특별시의회 의장
- 전국 시도의회의장협의회 회장
- 제17대 한나라당 국회의원(전국구)

## 역대 선거 결과
|  | 44.8% |

|  | 50.03% |

|  | 58.92% |

|  | 67.36% |

|  | 35.76% |

## 가족 관계
- 배우자 : 최효선
  - 장녀 : 이효정
    - 첫째 사위 : 최환

  - 차녀 : 이효은
    - 둘째 사위 : 강신욱